# Geert Dales
Geert D. Dales (Doetinchem, 5 maart 1952) is een Nederlands politicus. Hij was voor de VVD wethouder te Amsterdam en burgemeester van Leeuwarden. Hij was landelijk voorzitter van 50Plus (2018 – 2020) en werd in 2025 actief voor Belang van Nederland (BVLN).

## Loopbaan
Op een christelijke school ("School met de Bijbel") volgde Dales het basisonderwijs, waarna hij de middelbare school volgde op de christelijke hbs te Aalten. Hij stuurde rechten in Groningen en promoveerde in 1982 met een proefschrift over nut en noodzaak van internationale overeenkomsten voor de stabilisatie van grondstoffenprijzen.
Van 1981 tot 1987 was Dales diplomaat bij het Ministerie van Buitenlandse Zaken. In die hoedanigheid werkte hij onder andere in Brussel bij de Europese Commissie, in Boedapest en in Den Haag.
Van 1988 tot 1991 was hij zakelijk directeur van het Holland Festival/Stichting voor Bijzondere Kunstmanifestaties in Amsterdam. Daarna, van 1991 tot 2000, bekleedde hij het directeurschap van de Stichting Fonds voor beeldende kunsten, vormgeving en bouwkunst in Amsterdam.

### Wethouder en burgemeester
Na het aftreden van partijgenoot Harry Groen, werd Dales in 2000 wethouder van Amsterdam. Hij was al sinds 1998 raadslid en later fractievoorzitter voor de VVD in de gemeenteraad van Amsterdam. Na de verkiezingen van 2002 werd Dales opnieuw wethouder. Een geruchtmakend dossier waarvoor hij verantwoordelijk werd, was dat van de  Noord/Zuidlijn. Tijdens zijn wethouderschap werd de nieuwe metrolijn aanbesteed. Zie  hieronder.
Hij stopte als wethouder om per 1 mei 2004 Margreeth de Boer op te volgen als burgemeester van de gemeente Leeuwarden en korpsbeheerder van de politieregio Fryslân (Friesland). Hiermee werd hij de eerste VVD-burgemeester van Leeuwarden.

### Hogeschool Inholland
Dales was maar kort burgemeester, want per 15 juli 2007 werd hij voorzitter van het college van bestuur van Hogeschool Inholland. Op 11 oktober 2010 legde hij zijn functie neer. De officiële reden was een verschil van inzicht met de raad van toezicht en de rest van het college van bestuur over de bestuursstijl en bestuurlijke koers bij Inholland. Zie verder  hieronder.

### 50Plus en BVNL
Dales was tot 2016 lid van de VVD. Hij vertrok bij de VVD, omdat er volgens hem gebrek aan debat was in de partij. Dales sloot zich in 2016 aan bij 50Plus en was lijstduwer voor die partij bij de daaropvolgende gemeenteraadsverkiezingen in Amsterdam (2018; hij kreeg 89 stemmen).
Van 26 mei 2018 tot 24 mei 2020 was hij landelijk voorzitter van 50PLUS. Hij stapte op vanwege kritiek op zijn autocratische bestuursstijl en zijn (mogelijke) kandidatuur voor de Tweede Kamer. Vele bestuurders en op één na alle volksvertegenwoordigers binnen de partij zegden hun vertrouwen in Dales op. Alleen fractievoorzitter Henk Krol niet. Krol verklaarde dat de positie van de partijvoorzitter een zaak was van de gewone leden van 50PLUS. Daarop werd besloten tot een ledenraadpleging. Echter op 26 april 2020 vertrok het hele landelijke partijbestuur.
In juli 2025 werd bekend dat Dales zich heeft aangesloten bij BVNL. Hij had eigenlijk met zijn nog op te richten partij BAM26 (BAM staat voor Bevrijd Amsterdam) mee willen doen aan de gemeenteraadsverkiezingen in 2026, maar werd gevraagd door BVNL om lijsttrekker voor hen te worden. Hij komt ook op de kandidatenlijst van BVNL voor de Tweede Kamerverkiezingen van oktober 2025 te staan.

### Noord/Zuidlijn
Dales wordt verweten de gemeenteraad van Amsterdam te hebben misleid om de aanleg van de Noord/Zuid metrolijn erdoor te krijgen. Hij zou de kosten veel te laag hebben voorgesteld, onder meer door een niet serieuze stroppenpot te reserveren. Ook zou hij de risico's hebben gebagatelliseerd. De totale kosten werden geschat op 1,46 miljard, waarvan 317 miljoen voor rekening van Amsterdam. "En geen cent meer", beloofde Dales in 2002 in de gemeenteraad. De totale kosten liepen op tot op 3,1 miljard waarvan 1,9 miljard voor rekening van de gemeente Amsterdam. Zes raadsleden van de linkse oppositie hebben hem beschuldigd van misleiding.
De aantijgingen zijn onderzocht door de enquêtecommissie van de Amsterdamse gemeenteraad. Deze kwam in december 2009 met een eindverslag, waarin werd volstaan met een algemeen oordeel. De commissie concludeerde dat van misleiding geen sprake was, maar uitte veel kritiek op de besluitvormingsprocessen vanaf het begin van het project in de jaren '80 en '90.
Het voorstel tot aanleg van de Noord/Zuidlijn had in oktober 2002 niet aan de gemeenteraad mogen worden voorgelegd, luidde de vernietigende conclusie. Het College van Burgemeester en Wethouders legde zich sputterend bij het vonnis neer. Dales niet. Tegenover de Volkskrant noemde hij de kritiek "veel te hard". Hij had liever gezien dat de enquêtecommissie een lijst had opgesteld van aannemers die "de kluit belazeren". Hij vond dat het Rijk moest bijspringen, omdat de metro van nationaal belang is.
Hoewel Dales in het openbaar steeds betoogde dat hij niets fout had gedaan, wist dagblad Het Parool in 2018 te melden dat Dales in een besloten bijeenkomst over de Noord/Zuidlijn had gezegd dat hij geen beloftes had mogen doen wat betreft financiën.

### Hogeschool Inholland
In de loop van 2010 kwamen er berichten in de media dat bij een van de opleidingen van de Haarlemse vestiging van Hogeschool Inholland ouderejaars studenten via een verkorte route te makkelijk aan een diploma zouden zijn geholpen. Dales stelde dat het College van Bestuur verrast was door de berichten en liet een onafhankelijke commissie van deskundigen onder leiding van oud-burgemeester Gerd Leers van Maastricht een onderzoek doen naar eventueel gesjoemel met diploma’s. Na een paar maanden concludeerde de commissie-Leers dat er geen bewijzen zijn gevonden van diplomafraude, maar wel dat langstuderenden via een verkort traject, dat niet aan de normen voldeed, konden afstuderen. Het bestuur zou hiervan niet op de hoogte zijn geweest. Geert Dales concludeerde “vrijspraak” van fraude en nam alle conclusies en aanbevelingen uit het rapport over.
Er zijn echter aanwijzingen dat Dales wel degelijk op de hoogte was van de gang van zaken. D66-Kamerlid Boris van der Ham kwam met notulen van de medezeggenschapsraad uit 2009 en 2010 waarin verslag werd gedaan van besprekingen over verkorte trajecten. Die bleken echter van de deel-medezeggenschapsraad van de Haarlemse vestiging te zijn en waren niet bekend bij het bestuur van Inholland. Staatssecretaris Van Bijsterveldt (Onderwijs;CDA) maakte op 30 september bekend dat zij de onderwijsinspectie onderzoek liet doen naar de rol van het college van bestuur van Inholland bij de verkorte afstudeertrajecten. De Onderwijsinspectie concludeerde eveneens dat bij de verkorte trajecten niet juist was gehandeld, maar dat er geen sprake was van fraude. Tevens werd vastgesteld dat bestuur noch de lokale leiding in Haarlem van de trajecten op de hoogte was, in lijn met de commissie-Leers.
Op 10 oktober 2010 werd bekendgemaakt dat Dales opstapte als bestuursvoorzitter van Inholland wegens verschil van inzicht over de bestuursstijl die bij Inholland nodig zou zijn. Het verschil van inzicht zou al langere tijd bestaan, maar zou zijn geaccentueerd door de problemen bij de opleiding media- en entertainmentmanagement van Inholland Haarlem. Dales wilde wijzigingen in het bestuur, maar kreeg geen steun van de Raad van Toezicht. Kort na zijn vertrek werden de twee andere bestuursleden uit hun functie gezet. Twee maanden later trad de hele Raad van Toezicht onder leiding van Karel Noordzij (CDA) af, nadat de Onderwijsinspectie had geconcludeerd dat de Raad niets had gedaan met meerdere verzoeken van de bestuursvoorzitter om in te grijpen en daarmee in het uitoefenen van toezicht tekort was geschoten. De vertrekregeling van Dales betrof een jaarsalaris.

## Overig
- Begin 2005 was Dales voorzitter van de VVD-commissie die een nieuw beginselprogramma opstelde. Het werd een nieuw Liberaal Manifest met de titel Om de vrijheid.
- Dales, zelf getrouwd met een man, heeft zich tijdens zijn burgemeesterschap verzet tegen  ‘’weigerambtenaren’’.[bron?]
- Toen Dales wethouder was, had hij een secretaris die bijverdiende als  gay-escort. De rancuneuze vriend van de man meldde deze werkzaamheden bij Dales na een ruzie. De man werd ontslagen.[15]
- In 2018 deed Dales aangifte van laster tegen Harry de Winter. Die had hem op social media ‘de metro-oplichter’ genoemd. De Winter moest in december 2018 voorkomen (uitspraak onbekend).[16]
- Dales zelf werd medio 2025 door het Openbaar Ministerie beschuldigd van doxing van ambtenaar en voormalig politicus Tofik Dibi. Dales had in mei 2024 het huisadres van Dibi op X geplaatst. Het OM besloot tot een voorwaardelijke seponering (Dales mocht twee jaar lang geen strafbaar feit plegen).[17]